# 長坂憲道
長坂 憲道（ながさか のりみち、1969年8月29日 - ）は、日本のアコーディオン奏者。

## 人物
大学在学中から音楽活動をはじめ、2002年にアコーディオン奏者としてデビューする。2009年までに5枚のアルバムを発売。「電子アコーディオンの第一人者」として、ローランドのデモンストレーターを務めていた。JASRACの正会員、高等学校の非常勤講師を務めている。
2023年より、並行してノリーヌ・ディオン名義での活動も開始。

## 経歴
- 2002年 - アルバム「太陽とアコーディオン」でデビュー。

## 作品
- 太陽とアコーディオン（2002年）
- 温暖湿潤アコーディオン（2004年）
- クリスマスに聴くアコーディオン（2004年）
- Vivid Accordion（2006年）
- Venturo Accordion（2009年）